# Anton Šoltís
Anton Šoltis (Košice, 5 febbraio 1976) è un allenatore di calcio ed ex calciatore slovacco, di ruolo centrocampista.

## Carriera

### Club
Ha giocato nel campionato slovacco.

### Nazionale
Ha collezionato 2 presenze con la maglia della propria nazionale.

## Palmarès

### Giocatore

#### Competizioni nazionali
- Campionato slovacco: 1

Artmedia: 2004-2005
- Coppa di Slovacchia: 1

Artmedia: 2003-2004
- Supercoppa di Slovacchia: 1

Artmedia: 2005